# Chaussy (Val-d'Oise)
Pour les articles homonymes, voir Chaussy.
Chaussy est une commune française située dans le département du Val-d'Oise, en région Île-de-France.
Ses habitants sont appelés les Calcédoniens et les Calcédoniennes.

## Géographie

### Description
Chaussy est un village rural du Vexin français situé au fond d’une vallée étroite creusée par le ru  du Chaussy, à 31 km au nord-ouest de Pontoise, à 8 km au sud-ouest de Magny-en-Vexin, 18 km au sud de Gisors et à 55 km au sud-est de Rouen.

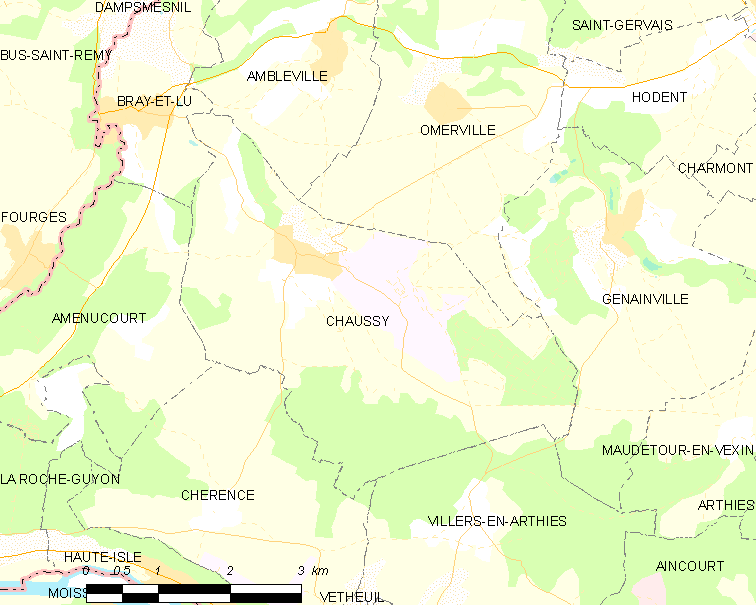
Carte de la commune.
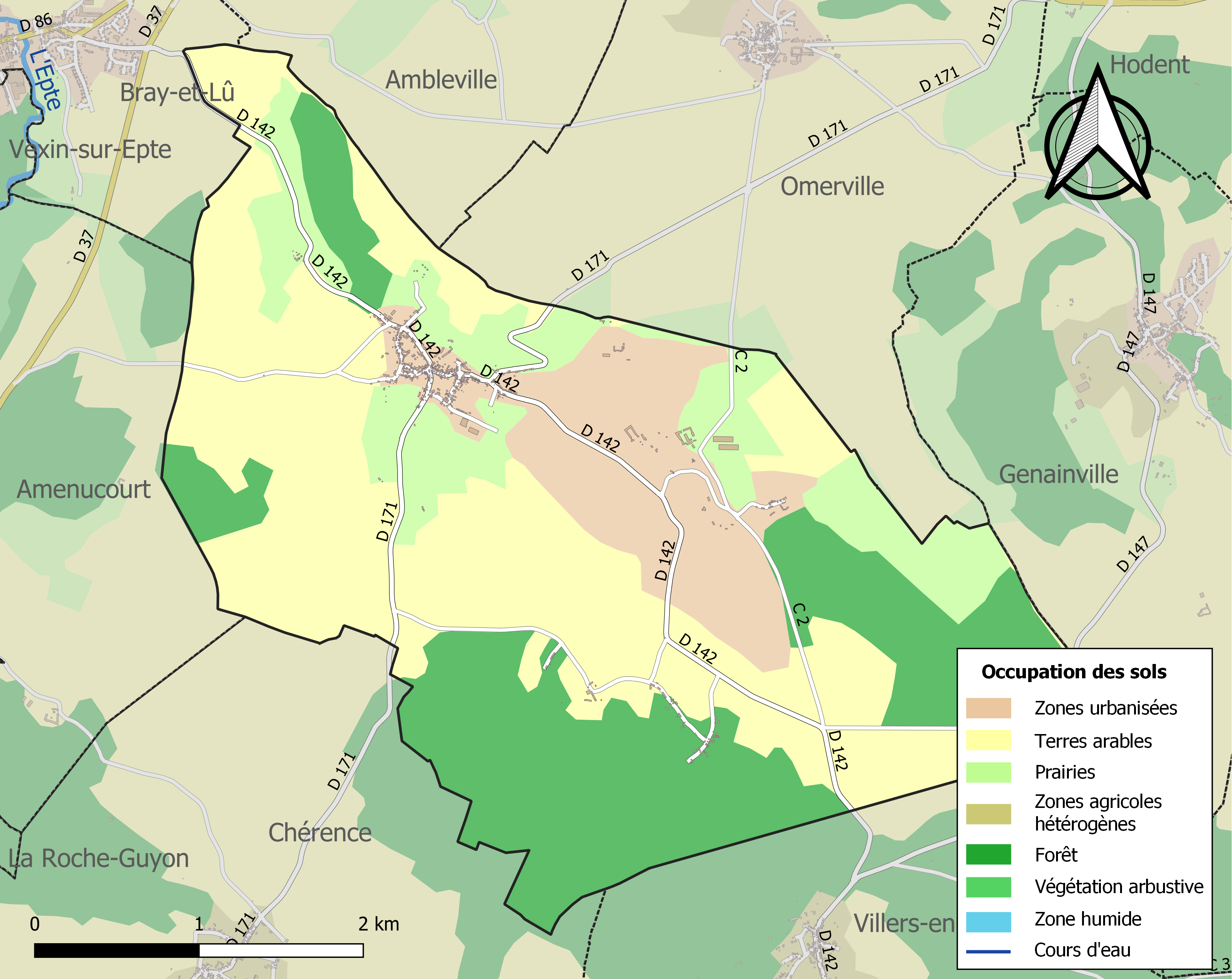
Occupation des sols.

### Communes limitrophes
| Bray-et-Lû | Ambleville | Omerville          |
| Amenucourt | Chaussy    | Genainville        |
|            | Chérence   | Villers-en-Arthies |

### Hydrographie
La commune est drainée par le Ru du Chaussy, un affluent de l'Epte, et donc un sous-affluent de la Seine.

### Climat
Pour des articles plus généraux, voir Climat de l'Île-de-France et Climat du Val-d'Oise.
En 2010, le climat de la commune est de type climat océanique dégradé des plaines du Centre et du Nord, selon une étude du CNRS s'appuyant sur une série de données couvrant la période 1971-2000. En 2020, Météo-France publie une typologie des climats de la France métropolitaine dans laquelle la commune est exposée à un climat océanique et est dans la région climatique Sud-ouest du bassin Parisien, caractérisée par une faible pluviométrie, notamment au printemps (120 à 150 mm) et un hiver froid (3,5 °C).
Pour la période 1971-2000, la température annuelle moyenne est de 10,6 °C, avec une amplitude thermique annuelle de 14,4 °C. Le cumul annuel moyen de précipitations est de 734 mm, avec 10,8 jours de précipitations en janvier et 8,2 jours en juillet. Pour la période 1991-2020, la température moyenne annuelle observée sur la station météorologique la plus proche, située sur la commune d'Étrépagny à 21 km à vol d'oiseau, est de 11,3 °C et le cumul annuel moyen de précipitations est de 774,0 mm,. Pour l'avenir, les paramètres climatiques de la commune estimés pour 2050 selon différents scénarios d'émission de gaz à effet de serre sont consultables sur un site dédié publié par Météo-France en novembre 2022.

## Urbanisme

### Typologie
Au 1er janvier 2024, Chaussy est catégorisée commune rurale à habitat dispersé, selon la nouvelle grille communale de densité à sept niveaux définie par l'Insee en 2022.
Elle est située hors unité urbaine. Par ailleurs la commune fait partie de l'aire d'attraction de Paris, dont elle est une commune de la couronne,. Cette aire regroupe 1 929 communes,.

## Toponymie
Attestée sous les formes Calciacus en 690 (testament du seigneur d'Arthie) ; Calciatum / Calciacum en 854 (titre de Charles le Chauve) ; Chauci en 1249.
Il s'agit d'une formation toponymique en -acum, suffixe d'origine gauloise, indiquant un lieu ou une propriété. Il est le plus souvent précédé d'un anthroponyme. Albert Dauzat propose le nom de personne latin Calcius ou Calicius.

## Politique et administration

### Rattachements administratifs et électoraux
Antérieurement à la loi du 10 juillet 1964, la commune faisait partie du département de Seine-et-Oise. La réorganisation de la région parisienne en 1964 fit que la commune appartient désormais au département du  Val-d'Oise et à son arrondissement de Pontoise, après un transfert administratif effectif au 1er janvier 1968.
Pour l'élection des députés, elle fait partie depuis 1968 de la première circonscription du Val-d'Oise.
Elle faisait partie depuis 1793 du canton de Magny-en-Vexin. Dans le cadre du redécoupage cantonal de 2014 en France, la commune est désormais intégrée de canton de Vauréal.

### Intercommunalité
La commune est membre fondateur de la communauté de communes Vexin - Val de Seine, créée en 2005.

### Liste des maires
| Période                                  | Période   | Identité         | Étiquette | Qualité                        |
| ---------------------------------------- | --------- | ---------------- | --------- | ------------------------------ |
| Les données manquantes sont à compléter. |           |                  |           |                                |
| mars 2001                                | 2014      | Georges Bigot    | DVD       |                                |
| mars 2014                                | juin 2018 | M. Claude Vidal  | SE        | Retraité Démissionnaire        |
| juin 2018                                | En cours  | Philippe Lemoine |           | Réélu pour le mandat 2020-2026 |

## Population et société

### Démographie
L'évolution du nombre d'habitants est connue à travers les recensements de la population effectués dans la commune depuis 1793. Pour les communes de moins de 10 000 habitants, une enquête de recensement portant sur toute la population est réalisée tous les cinq ans, les populations de référence des années intermédiaires étant quant à elles estimées par interpolation ou extrapolation. Pour la commune, le premier recensement exhaustif entrant dans le cadre du nouveau dispositif a été réalisé en 2006.

En 2022, la commune comptait 634 habitants, en évolution de +7,28 % par rapport à 2016 (Val-d'Oise : +4 %, France hors Mayotte : +2,11 %).
| 1793 | 1800 | 1806 | 1821 | 1831 | 1836 | 1841 | 1846 | 1851 |
| ---- | ---- | ---- | ---- | ---- | ---- | ---- | ---- | ---- |
| 810  | 820  | 810  | 879  | 969  | 956  | 905  | 897  | 905  |

| 1856 | 1861 | 1866 | 1872 | 1876 | 1881 | 1886 | 1891 | 1896 |
| ---- | ---- | ---- | ---- | ---- | ---- | ---- | ---- | ---- |
| 858  | 857  | 898  | 823  | 818  | 821  | 747  | 700  | 682  |

| 1901 | 1906 | 1911 | 1921 | 1926 | 1931 | 1936 | 1946 | 1954 |
| ---- | ---- | ---- | ---- | ---- | ---- | ---- | ---- | ---- |
| 645  | 580  | 629  | 543  | 575  | 571  | 619  | 587  | 607  |

| 1962 | 1968 | 1975 | 1982 | 1990 | 1999 | 2006 | 2011 | 2016 |
| ---- | ---- | ---- | ---- | ---- | ---- | ---- | ---- | ---- |
| 617  | 534  | 456  | 460  | 462  | 602  | 647  | 627  | 591  |

| 2021 | 2022 | - | - | - | - | - | - | - |
| ---- | ---- | - | - | - | - | - | - | - |
| 617  | 634  | - | - | - | - | - | - | - |

## Culture locale et patrimoine

### Lieux et monuments

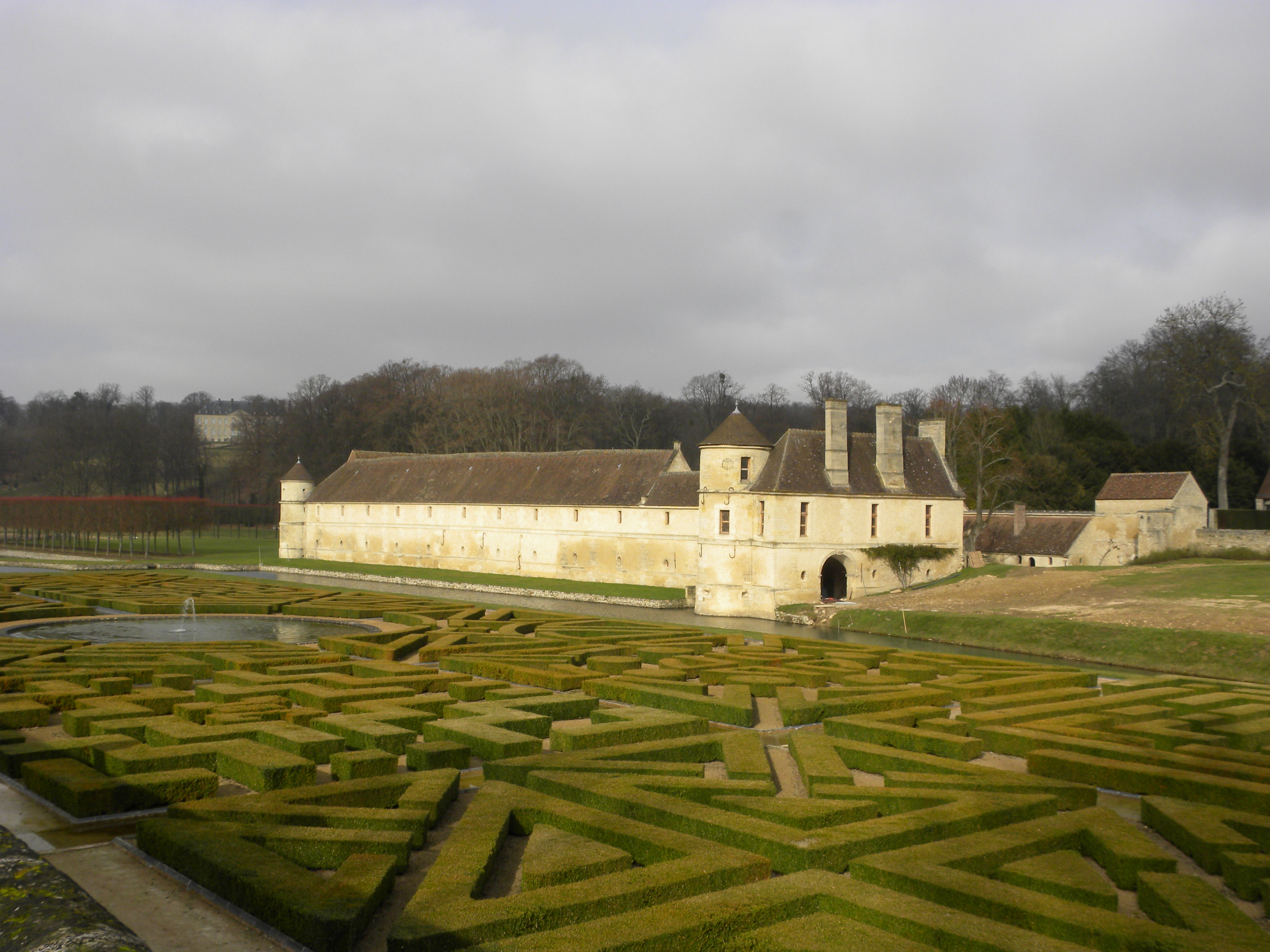
Communs du domaine de Villarceaux.

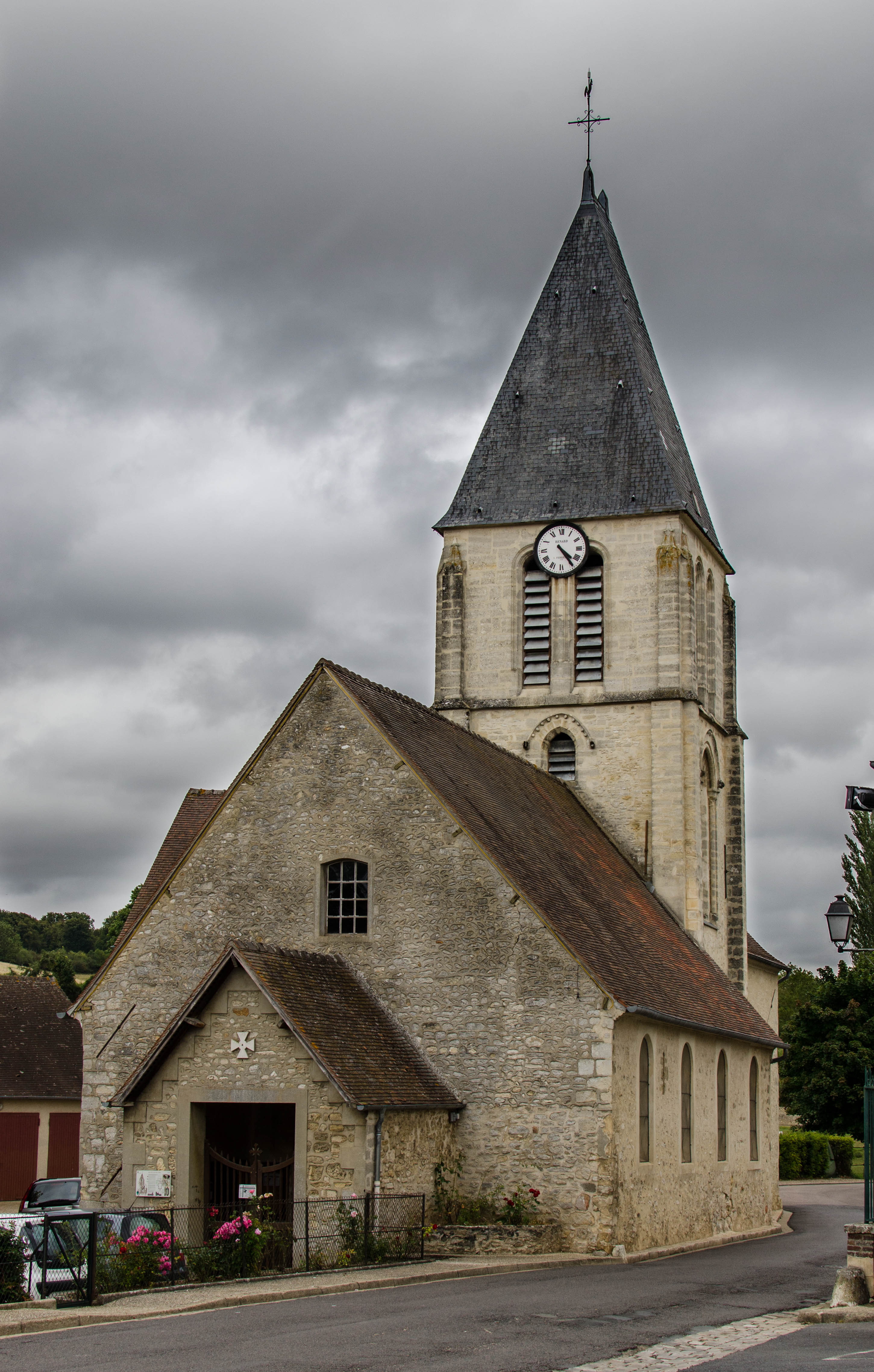
L'église de Chaussy.

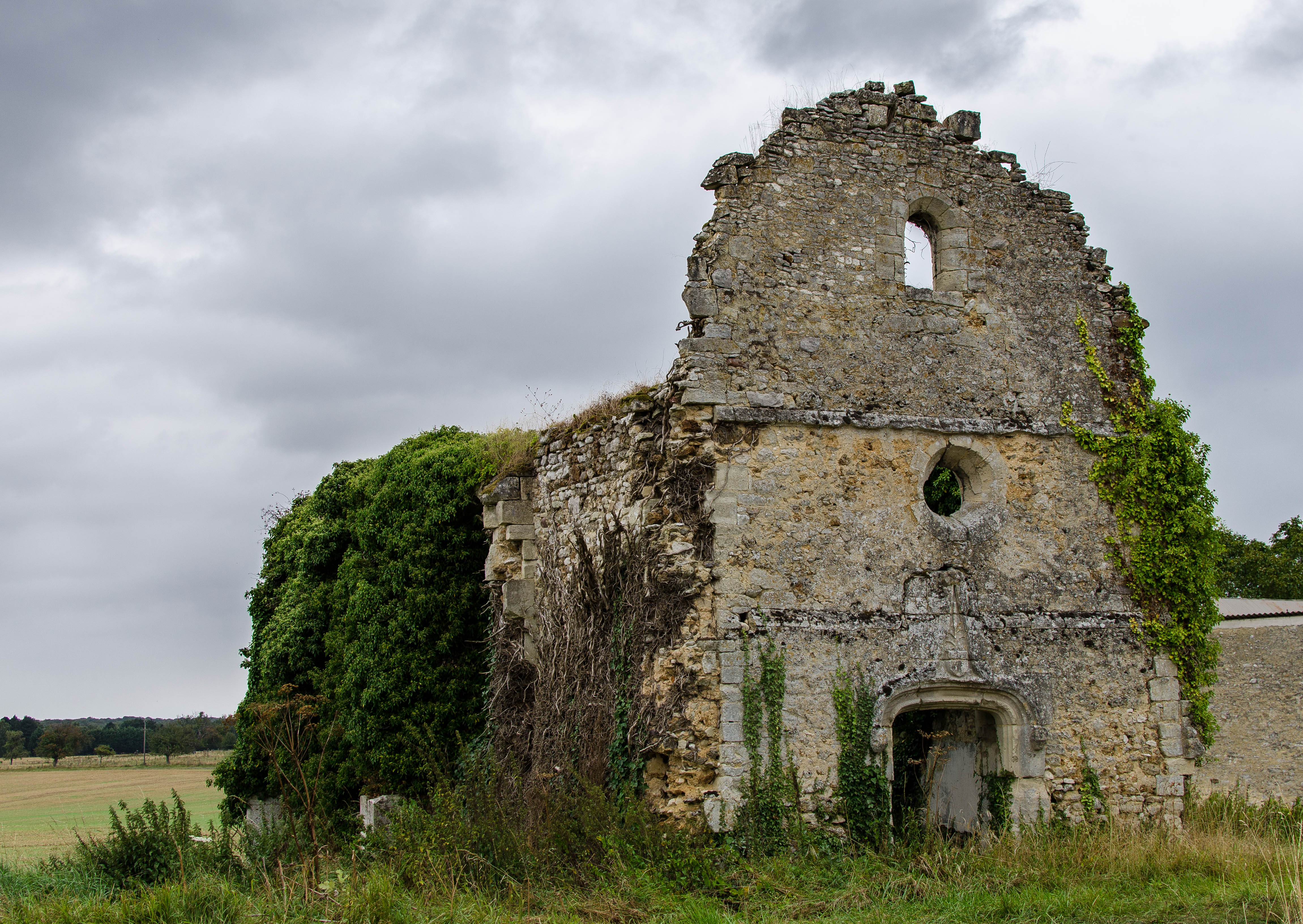
La chapelle ruinée de Méré.

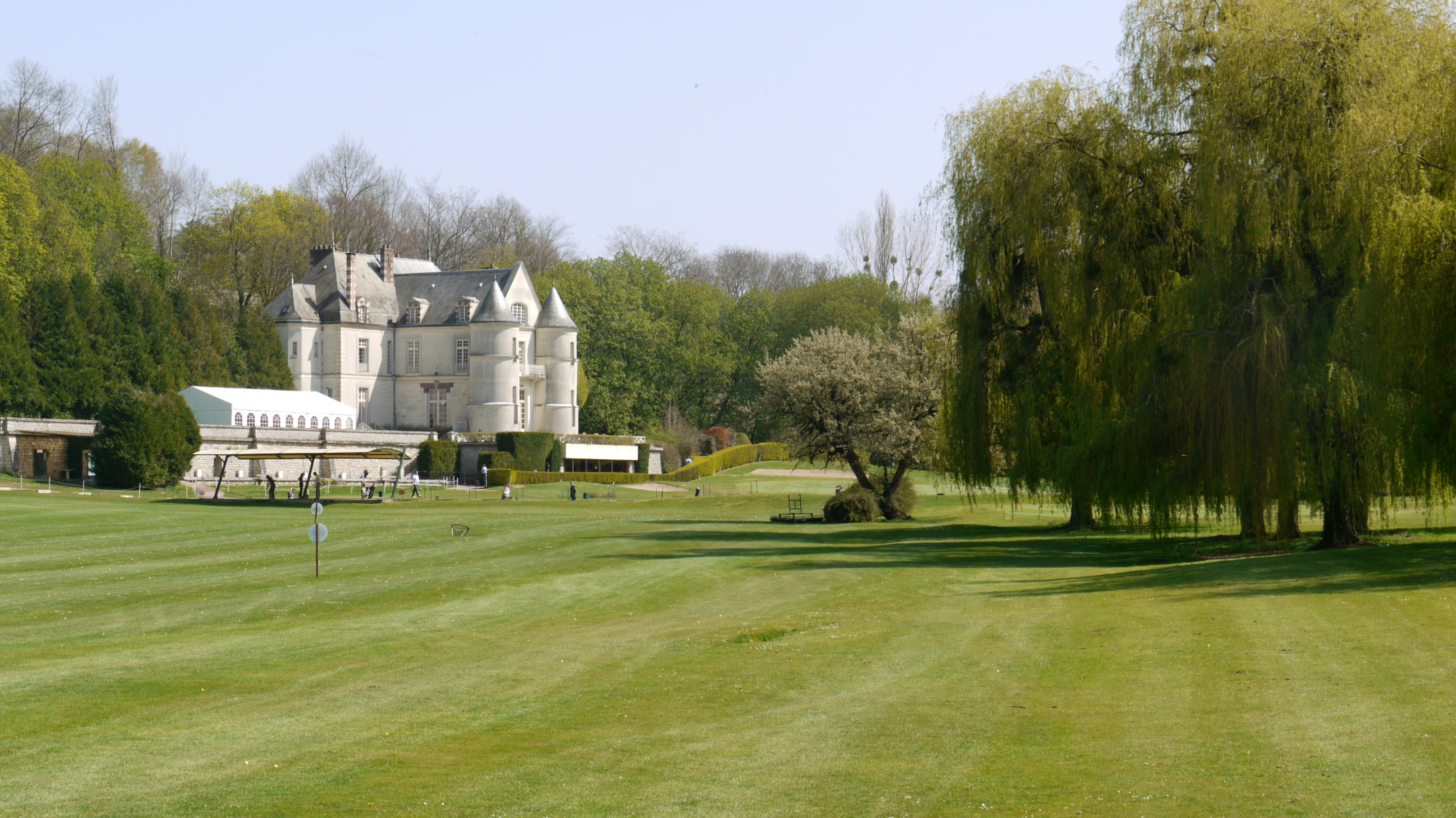
Le château du Couvent.

Chaussy compte quatre monuments historiques sur son territoire :
- Domaine de Villarceaux (classé monument historique en 1941[25])

- Église Saint-Crépin-et-Saint-Crépinien (de) (inscrite monument historique en 1927[26])

La première église de Chaussy est mentionnée dès 690 et est  dédiée à saint Martin. De la seconde église, composée d'une nef-grange voûtée en bois, d'un clocher central et d'un chœur, ne subsistent que le la base et le premier étage du clocher. Le reste du bâtiment date de la fin du XVIe siècle.
Le plan de l'église actuelle est irrégulier et très inhabituel, ce qui ne s'aperçoit toutefois pas en regardant l'édifice depuis le sud. Il se compose d'une nef sans traces anciennes ni décoration, recouverte par une voûte en berceau de plâtre ; d'une travée sous le clocher ; d'une tourelle d'escalier devant l'angle nord-est du clocher ; d'un chœur barlong au chevet plat ; d'une chapelle latérale carrée au nord du chœur ; et d'une seconde chapelle plus grande au nord du clocher.
Hormis la nef, les autres parties de l'église sont voûtées d'ogives, dont la dernière chapelle de deux voûtes de largeur inégale, les deux très étroites. Cette chapelle au nord du chœur est séparée de la travée sous le clocher par une étroite galerie non voutée, se terminant à l'est devant la tourelle d'escalier. Seulement la travée méridionale de la chapelle communique avec la chapelle latérale du chœur. Cette configuration particulière empêche toute visibilité sur le chœur. La travée sous le clocher assure la communication entre nef et chœur par deux arcades en tiers-point, dont les chapiteaux de feuillages des colonnes sont couverts d'enduit. Une partie des colonnettes recevant les nervures de la voûte a été abattue en dessous des chapiteaux. Un troisième arc en tiers-point a été ménagée dans le mur nord du clocher afin d'assurer la liaison avec la galerie et la curieuse chapelle.
Les voûtes des deux chapelles se ressemblent et retombent sur de simples consoles. Les fenêtres de la chapelle latérale du chœur présentent un remplage Renaissance. L'autre chapelle est encore de style gothique à l'extérieur, et elle est éclairée par quatre fenêtres en tiers-point. Celles du nord et de l'est se terminent par une rose. Quant au premier étage roman du clocher, il est percé de deux baies abat-son en tiers-point par face, mais seulement celles du nord et du sud sont cantonnées de colonnettes et surmontées de gros boudins dans le prolongement de ces dernières, avec un cordon de grosses billettes au-dessus. Le second étage du clocher, ajouté à l'époque moderne, est ajouré par deux baies plein cintre par face, sans décoration. 
À l'intérieur, l'église conserve une stèle funéraire de François de La Garenne, écuyer de Louis XIII et Louis XIV, mort en 1676. Les fonts baptismaux du début du XVIe siècle sont de style Renaissance,.
- Ruines de la chapelle Saint-Laurent de Méré (de), au hameau du même nom (inscrite monument historique en 1950[29])

C'est l'un des derniers vestiges du domaine du manoir de Méré. Un incendie criminel a détruit la toiture et l'aménagement intérieur de la chapelle, le 9 mai 1822. Ne subsistent que les murs extérieurs, avec quelques ouvertures de fenêtres et le portail occidental. Ce dernier, en anse de panier, conserve ses moulures sculptées dans la pierre. Quelques ossements dépassent du mur.
- Tour de Méré (de) (inscrite monument historique en 1927[30])

Cette tour ronde de quatre niveaux, avec son toit en poivrière, est flanquée d'une tourelle d'escalier également ronde. 
Elle conserve son escalier d'origine et une partie de sa courtine, témoin de la fonction défensive de cet ensemble de la fin du XVe siècle. Il constituait une dépendance du domaine de Villarceaux tout proche. Les murs ont une épaisseur de 90 cm à 95 cm. La ferme attenante à la tour n'est pas concernée par l'inscription au titre des monuments historiques. Un colombier cylindrique à un étage, daté de 1415, est accolé au mur de la propriété.
On peut également signaler :
- La fontaine Saint-Ansbert, chemin du Passage

C'est une fontaine-abreuvoir avec une grande cuve taillée dans un bloc de pierre monolithique. Elle serait d'origine préceltique et se situe sur l'emprise de l'ancien cimetière. Saint Ansbert est censé protéger contre les démons. Cette vertu est également attribuée à la fontaine des Dours, sur la même commune.
- Stèle à la mémoire d'aviateurs alliés, près de la fontaine

Elle commémore ces aviateurs tombés dans les environs pendant la Seconde Guerre mondiale.
- Le lavoir municipal, sente du Lavoir

Le bassin est alimenté en eau courante par la fontaine dite « à Paulin », l'une des nombreuses sources qui affleurent sur le territoire de Chaussy. Des deux côtés, l'espace dédié aux lavandières le long du bassin est protégé par des toits en appentis couverts de tuiles. Leur charpente s'appuie sur les murs extérieurs, et des poutres en bois placées autour du bassin. Les vestiges de deux autres lavoirs subsistent à Chaussy, sur le ru de la Fontaine-des-Dours et sur le ru de Chaussy, qui prend sa source dans l'ancien prieuré des bénédictines.
- La croix pattée, au château du Moulin

Cette croix monolithe est indiquée pour la première fois sur un plan de 1475, et est semblable à la croix de justice de la commune de Courcelles-sur-Viosne à proximité.
- Le monument aux morts

Il ne se présente pas sous sa forme la plus conventionnelle d'un petit obélisque, mais d'une haute plaque en pierre claire encadrée par des pierres de taille. Sous l'inscription « Vos aînés sont morts pour sauver la France. Enfants ne l'oubliez jamais », suivent les noms des soldats morts pendant les deux guerres mondiales, puis un bas-relief représentant une épouse en deuil s'agenouillant devant la tombe de son mari (non représenté).
- Château du Couvent, à l'est du domaine de Villarceaux, sur le golf de Villarceaux

Ce château est le seul bâtiment subsistant du prieuré Ste Marie-Madeleine de Villarceaux (religieuses bénédictines), dont la fondation remonterait au roi Louis VII en 1160. Détruit par les Anglais en 1432 puis entièrement reconstruit par le seigneur de Villarceaux en 1524, le prieuré est supprimé à la Révolution et vendu comme bien national. Il est alors acquis par le conventionnel Joseph Lakanal, qui y résidera entre 1797 et 1815. Il fait démolir une partie des bâtiments, mais conserve le principal corps de logis, profondément modifié au XIXe siècle. Ses deux tourelles au toit en poivrière proviennent effectivement de l'ancien prieuré Frappé par la loi d'exil, promulguée par les Bourbons à la Restauration, qui frappe les régicides, Lakanal (qui avait voté en faveur de l'exécution de Louis XVI) quitte la France et vend son domaine au propriétaire de Villarceaux, Jacques Daumy, industriel parisien et maire de Chaussy.
- Prieuré de Saint Jean d'Orsemont (Ordre bénédictin de Tiron), fondé au XIe siècle, aujourd'hui disparu.

### Personnalités liées à la commune
- Ninon de Lenclos (1620-1705) a habité au domaine de Villarceaux situé à Chaussy.
- Saint Ansbert de Rouen (629-694), né à Chaussy.